# Hoa sứ nhà nàng
"Hoa sứ nhà nàng", tựa gốc là "Hoa sứ nhà em", là một ca khúc nhạc vàng của nhạc sĩ Hoàng Phương và Hoài Nam. Bài hát được ra đời vào cuối năm 1968 và nhanh chóng nổi tiếng với giọng ca Chế Linh.
Sau sự kiện 30 tháng 4 năm 1975, "Hoa sứ nhà nàng" từng là bản nhạc vàng duy nhất được lưu hành tại Việt Nam thống nhất. Bài hát đã được nhiều ca sĩ trong và ngoài nước thể hiện, trong đó đã góp phần tạo dựng lên hai tên tuổi trong làng âm nhạc Việt Nam là Bảo Yến và Tuấn Vũ. "Hoa sứ nhà nàng" được nhiều thính giả Việt Nam yêu thích.
Tuy nhiên, so với bản nguyên tác trong tờ nhạc gốc phát hành trước năm 1975, nhiều ca sĩ sau này đã hát sai lời. Ngoài ra, Hoàng Phương cũng đã sáng tác thêm "Hoa sứ nhà nàng 2" và "Hoa sứ nhà nàng 3".

## Ra đời và đón nhận trước 1975
Năm 1968, khi 25 tuổi, Hoàng Phương lên Sài Gòn tham gia ban nhạc cùng Vinh Sử, Quốc Dũng, Lê Hựu Hà. "Hoa sứ nhà em" là sáng tác đầu tay của Hoàng Phương, viết chung với nhạc sĩ Hoài Nam, kể về mối tình của ông với một cô gái ở cùng xóm tên Liên. Khi Liên đi lấy chồng, ông đã lấy cảm xúc của mình để sáng tác ca khúc này.
Khi mới ra đời, bài hát mang tựa đề "Hoa sứ nhà em" và bản in tờ nhạc được xuất bản tại Việt Nam Cộng hòa theo giấy phép ngày 08 tháng 12 năm 1972 cũng mang tựa đề này. Cũng trong năm 1972 ca khúc được Chế Linh thu âm vào băng nhạc Kim Đằng 2. Trong một buổi trình bày bản nhạc này vào cuối năm 1973, sau khi Chế Linh hát xong, ngày hôm sau các sạp bán lẻ bán không còn một bản nào bài hát này. Vào năm 1974, một màn song ca giữa Chế Linh và Thanh Tuyền tại rạp hát Quốc Thanh, được khán giả đón nhận nồng nhiệt và chồng nhạc tờ ở cửa rạp cũng được bán sạch.

## Đón nhận và phổ biến sau năm 1975
Sau sự kiện 30 tháng 4 năm 1975, hầu hết nhạc của các nhạc sĩ miền Nam trước đó đều bị chính quyền mới cấm lưu hành trên toàn quốc, chỉ bài "Hoa sứ nhà em" của Hoàng Phương được lưu hành. Nhiều ca sĩ hát bài hát này trong thập niên 1980, tuy nhiên với nhiều dị bản và ngay cả nhan đề của ca khúc cũng bị đổi thành "Hoa sứ nhà nàng", nhưng cái tên này lại trở nên nổi tiếng đến mức tên gốc bị lãng quên. Ở trong nước, thời điểm năm 1986, bài hát "Hoa sứ nhà nàng" được phát trên các phương tiện thông tin đại chúng trong nước làm nhạc sĩ vui sướng, sáng tác thêm nhiều ca khúc khác, từ đó cho ra đời "nhạc Gò Công" và đồng thời đưa tên tuổi của Bảo Yến trở nên nổi tiếng. Nhiều người dân Gò Công vẫn hát "Hoa sứ nhà nàng" mà không biết tác giả chính là ông thợ sửa đồng hồ phố huyện, bởi vào thời điểm sau 1975, Hoàng Phương về Gò Công mở lại tiệm sửa đồng hồ, tích cóp tiền, cho đến năm 1985 thì mở thêm hai tiệm vàng là Kim Hoàng và Toàn Tân. Trong nước, Bảo Yến được cho là người thể hiện bài này được yêu thích nhất. Vào năm 2014, trong liveshow của bà được trực tiếp trên VTV9, Bảo Yến đã trình bày ca khúc này. Năm 2018, Quang Lê thể hiện ca khúc "Hoa sứ nhà nàng" trong đại nhạc hội Xuân Phát Tài được tổ chức tại Hà Nội.
Tại hải ngoại, vào năm 1989, Tuấn Vũ cùng Giao Linh phát hành album Đôi mắt người xưa trong đó có bài "Hoa sứ nhà nàng" do Tuấn Vũ trình bày, trở thành một hiện tượng trong làng nhạc hải ngoại, với 15 nghìn bản bán được, con số được xem là cao ở thời điểm đó và sau khi Giao Linh bán lại cho Trung tâm Giáng Ngọc, trung tâm này bán thêm được 300 nghìn bản nữa. Tên tuổi Tuấn Vũ cũng trở nên nổi tiếng từ đó. Năm 2020, trong một Music Box của trung tâm Thúy Nga, Tuấn Vũ đã song ca ca khúc này với Mạnh Quỳnh. Bên cạnh đó, sau 1975, Chế Linh cũng đã thể hiện lại trong băng nhạc của trung tâm Làng Văn. Ngoài ra, đã có nhiều ca sĩ khác từng thể hiện ca khúc này, như Ngọc Sơn, Thái Châu,...

## Dị bản và phóng tác
Tờ nhạc gốc của bài hát "Hoa sứ nhà em" khi phát hành năm 1972 có những lời ca như "Đêm đêm ngủ mùi hương", "đậm đà gây nhớ gọi tên", "giàn hoa sứ ranh vườn", "cuộc tình tàn đau bể dâu", "tình ôi đóm lửa phai màu". Tuy nhiên, sau năm 1975, nhiều người hát sai lời ca khúc, thậm chí ngay cả ca sĩ thu âm bản nhạc trước năm 1975 là danh ca Chế Linh. Những lời hát trên bị hát thành "Đêm đêm ngửi mùi hương", "đậm đà ngày đó gọi tên", "giàn hoa sứ quanh tường", "cuộc tình tan theo bể dâu", "tình yêu đã vội phai màu". Theo ca sĩ Quang Lê, ở câu hát đầu tiên của bài hát, "nguyên tác diễn tả đêm canh vắng, mùi hương nhà bên cạnh lan toả qua; chàng trai trong ca khúc như giữa giấc mộng liêu trai rồi chợt thấy mùi hương hoa sứ", và câu hát "đậm đà gây nhớ gọi tên" thể hiện ý nghĩa "mỗi lần nghe hương hoa sứ, ngồi uống nước trà mà thấy nàng hái hoa là chàng trai trong bài hát lại gây nhớ gọi tên nàng". Năm 2020, trong chương trình Người kể chuyện tình, khi một thí sinh hát đúng lời nhạc gốc là chữ "ngủ", Thái Châu lại cho rằng thí sinh hát sai.
Sau "Hoa sứ nhà nàng", Hoàng Phương còn phóng tác viết thêm "Hoa sứ nhà nàng 2" và "Hoa sứ nhà nàng 3", nhưng không nổi tiếng bằng.